# میخالینا ویسلوکا
میخالینا آنا ویسلوکا (تلفظ در لهستانی: [mʲi.xaˈlʲi.na ˈan̪:a viˈswɔt͡ska]؛ براون؛ ۱ ژوئیه ۱۹۲۱ – ۵ فوریه ۲۰۰۵) پزشک زنان، سکس‌شناس و نویسنده کتاب Sztuka kochania (ترجمه شده به انگلیسی با عنوان A Practical Guide to Marital Bliss یا «راهنمای عملی خوشبختی زناشویی»، ۱۹۷۸) بود. این کتاب اولین راهنمای زندگی جنسی در کشورهای کمونیستی بود و به یک پرفروش تبدیل شد و ۷ میلیون نسخه از آن منتشر گردید. این اثر به شروع دوران بازتر شدن موضوعات جنسی در لهستان کمک کرد.

## زندگی
ویسلوکا در خانواده‌ای اهل لهستان به دنیا آمد و پدرش جان تیموتئوش براون، معلم و مادرش آنا (زادهٔ  Żylińska) از خانواده Ciołek بود. او دو برادر کوچکتر به نام‌های آندری (نویسنده) و یان (سومرشناس) داشت و خواهرزاده‌اش اوا براون، طراح دکوراسیون و لباس برنده جوایز اسکار بود.
او یکی از بنیان‌گذاران «انجمن مادران معقول» بود که در آن روی درمان ناباروری و کنترل بارداری کار می‌کرد. وی رئیس اولین درمانگاه مادران معقول در لهستان در مؤسسه مادر و کودک ورشو بود. همچنین در دهه ۱۹۷۰ میلادی رئیس آزمایشگاه سیتو diagnóstico انجمن برنامه‌ریزی خانواده بود.
ویسلوکا در ۵ فوریه ۲۰۰۵ به دلیل عوارض ناشی از حمله قلبی در بیمارستان سولسکی در ورشو درگذشت و در ۱۱ فوریه ۲۰۰۵ در قبرستان انجلیکان آگوستین در ورشو به خاک سپرده شد.

## یادبودها
در ۹ سپتامبر ۱۹۹۷، وی موفق به دریافت نشان صلیب شوالیه از نشان افتخار تولد لهستان شد. پارک عشق در لوبنیوویتسه و میدانی در ووچ به یاد او نامگذاری شده‌اند.
زندگی ویسلوکا در فیلم زندگی‌نامه‌ای Sztuka kochania. Historia Michaliny Wisłockiej («هنر عشق: داستان میخالینا ویسلوکا») در سال ۲۰۱۷ به کارگردانی ماریا سادوفسکا به تصویر کشیده شده است. در این فیلم، نقش ویسلوکا را ماگدالنا بوچارسکا ایفا کرده است.

## انتشارات
میخالینا ویسلوکا آثار متعددی در زمینه سکس‌شناسی و روابط انسانی منتشر کرده است. مهم‌ترین اثر او، کتاب هنر عشق (۱۹۷۸)، اولین راهنمای جامع زندگی جنسی در یک کشور کمونیستی بود که به موضوعات مختلفی مانند پیشگیری از بارداری و روابط زناشویی پرداخته است. دیگر آثار او شامل فرهنگ عشق (۱۹۸۰)، که به ابعاد فرهنگی روابط عاشقانه می‌پردازد، و کالیودوسکوپ جنسیت (۱۹۸۶)، که نگاه تحلیلی به جنبه‌های مختلف زندگی جنسی دارد، می‌باشد. او همچنین در هنر عشق: بیست سال بعد (۱۹۸۸) به بررسی تغییرات در نگرش‌ها و رفتارهای جنسی در دو دهه پرداخته است. آثار وی در زمینه‌های مختلفی از روابط انسانی، عشق و سکس‌شناسی تأثیرگذار بوده‌اند و کمک زیادی به آگاهی‌بخشی در جامعه لهستان در دوران کمونیسم کردند.
- تکنیک‌های پیشگیری از بارداری (۱۹۵۹)
- روش‌های پیشگیری از بارداری (۱۹۷۶)
- هنر عشق (۱۹۷۸)، شابک ‎۸۳−۲۰۷−۰۴۸۸-X
- فرهنگ عشق (۱۹۸۰)
- کالیودوسکوپ جنسیت (۱۹۸۶)، شابک ‎۸۳-۰۳-۰۱۴۴۷-۱
- هنر عشق: بیست سال بعد (۱۹۸۸)، شابک ‎۸۳-۲۰۷-۱۳۷۱-۴
- هنر عشق: ویتامین "م" (۱۹۹۱)، شابک ‎۸۳-۲۰۷-۱۳۷۶-۵
- موفقیت در عشق (۱۹۹۳)، شابک ‎۸۳-۸۵۲۴۹-۲۴-۹
- مالینکا، پانزی و هانسل (۱۹۹۸)، شابک ‎۸۳-۷۱۸۰-۸۶۲-۳
- عشق برای زندگی: یادداشت‌هایی از روزهای بی‌فکری (۲۰۰۲)، شابک ‎۸۳-۷۳۱۱-۲۰۱-۴